# Kawanishi Baika
Каваниши „Байка“ (на японски: 梅花, Байка (сливов цвят)) е проект на реактивен самолет за мисии камикадзе в последните фази на Втората световна война. Разработен е на базата на немската ракета V-1 (Фау-1).

## История
Каваниши Байка е разработван в Авиационния институт на Токийския университет под ръководството на професор Ичиро Тани, въз основа на чертежи на немската ракета V-1. Тъй като самолетът е бил предназначен за мисии камикадзе, той е използвал колесник, отделящ се след излитане. Предвиждало се летателният апарат да се задвижва от импулсен реактивен двигател Maru Ka-10 с тяга 360 kg. Разглеждани са три варианта за разполагане на двигателя: над фюзелажа (в две позиции) или под фюзелажа. В носа на самолета са се побирали 250 kg експлозиви. Към момента на приключване на войната, самолетът все още е на етап проектиране.

## Тактико-технически характеристики
- Екипаж: 1
- Дължина: 7 m
- Размах на крилата: 6,6 m
- Собствено тегло: 1 430 kg
- Двигател: Maru Ka-10
- Мощност: 1×360 kg

### Летателни характеристики
- Максимална скорост: 740 km/h

### Въоръжение
- 250 kg експлозиви